# Jake Hughes
Jake Hughes (Birmingham, 30 maggio 1994) è un pilota automobilistico britannico, vincitore del campionato britannico di F4 2013. È inoltre stato vicecampione della Formula Renault 2.0 Alpi nel 2015 e del campionato asiatico di F3 nel 2018.
Dalla stagione 2022-2023 corre in Formula E con il team Neon McLaren. Alla fine della stagione 2023-2024 annuncia la sua separazione dal team britannico per passare in Maserati MSG a partire dalla stagione 2024-2025.

## Carriera

### GP3 e Formula 3

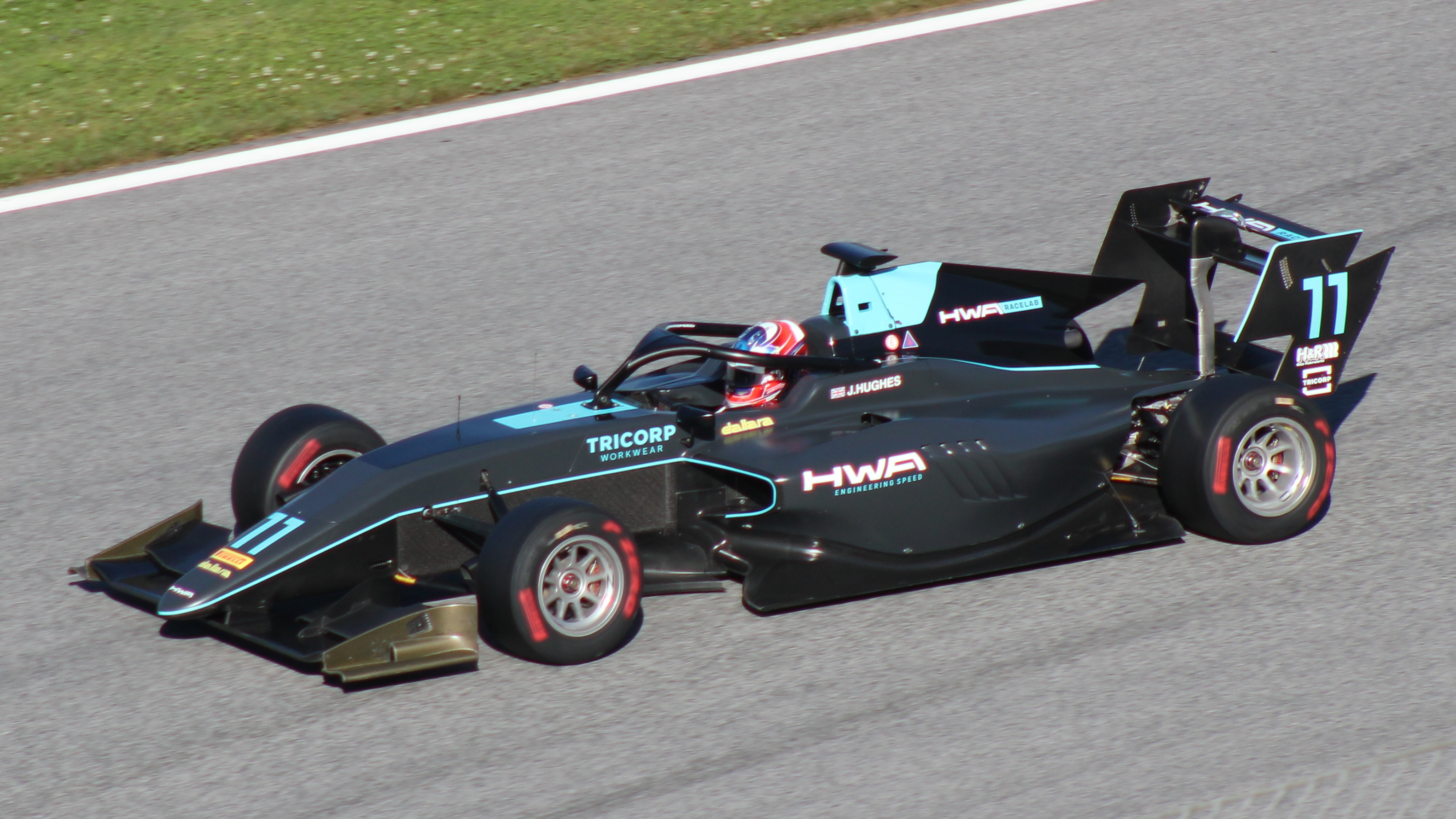
Hughes in Formula 3 nel 2019.

Nel 2016 partecipa alla GP3 Series con il team DAMS. Conquista la sua prima vittoria alla guida di una Formula 3 nella sprint race di Hockenheimring davanti a Charles Leclerc. Conquista un'altra vittoria nell'ultima gara della stagione negli Emirati Arabi Uniti, conclude nono in classifica. Dopo aver corso un anno nella F3 europea ritorna nella GP3 Series con il team ART Grand Prix. Conquista la sua terza vittoria al Red Bull Ring in Austria e chiude la stagione ottavo.
Nel 2019 partecipa alla prima stagione della Formula 3 internazionale con il team tedesco HWA Racelab, conquista una vittoria e altri tre podi per finire settimo in classifica finale. L'anno seguente viene confermato dal team, conquista altre due vittorie, una davanti a Liam Lawson sul circuito di Barcellona e la seconda a Monza davanti a Théo Pourchaire.
Nel 2021 viene richiamato dalla Carlin per sostituire Kaylen Frederick nelle tre gare in Ungheria.

### Formula 2

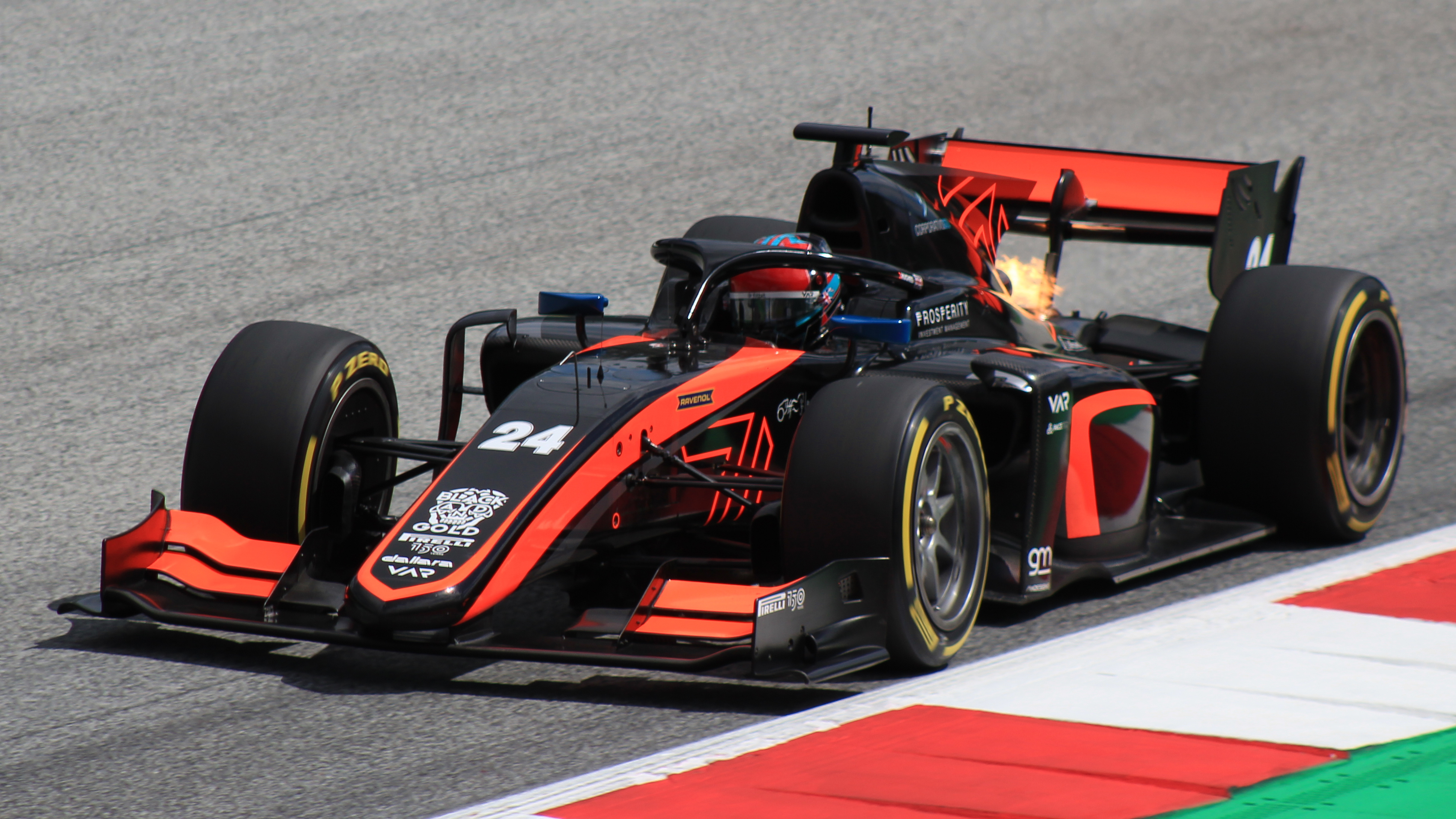
Hughes nel 2022 alla guida della Dallara F2 2018 del team Van Amersfoort Racing

Nel 2020 esordisce nella Formula 2 sempre con il team HWA Racelab sostituendo Giuliano Alesi nelle due gare di Soci. Hughes viene richiamato nel 2021 da HWA Racelab per sostituire Jack Aitken dal round di Monza. Nonostante i buoni risultati, come un quarto posto a Soči, viene sostituito da Logan Sargeant per le tre gare di Gedda, per poi tornare in pista nell'ultimo round a  Yas Marina.
Il 17 di gennaio del 2022 Hughes viene ingaggiato dal team Van Amersfoort Racing per la stagione 2022 di F2. Il britannico alterna buoni risultati con il quarto posto nella Feature Race di Jeddah a risultati molto deludenti. Per colpa del COVID-19 è costretto a saltare i round del Paul Ricard e l'Hungaroring dove viene sostituito da David Beckmann. Dopo la pausa estiva Hughes decide di lasciare il team e viene sostituito per la seconda metà della stagione da Beckmann.

### Formula E

#### McLaren (2023-2024)

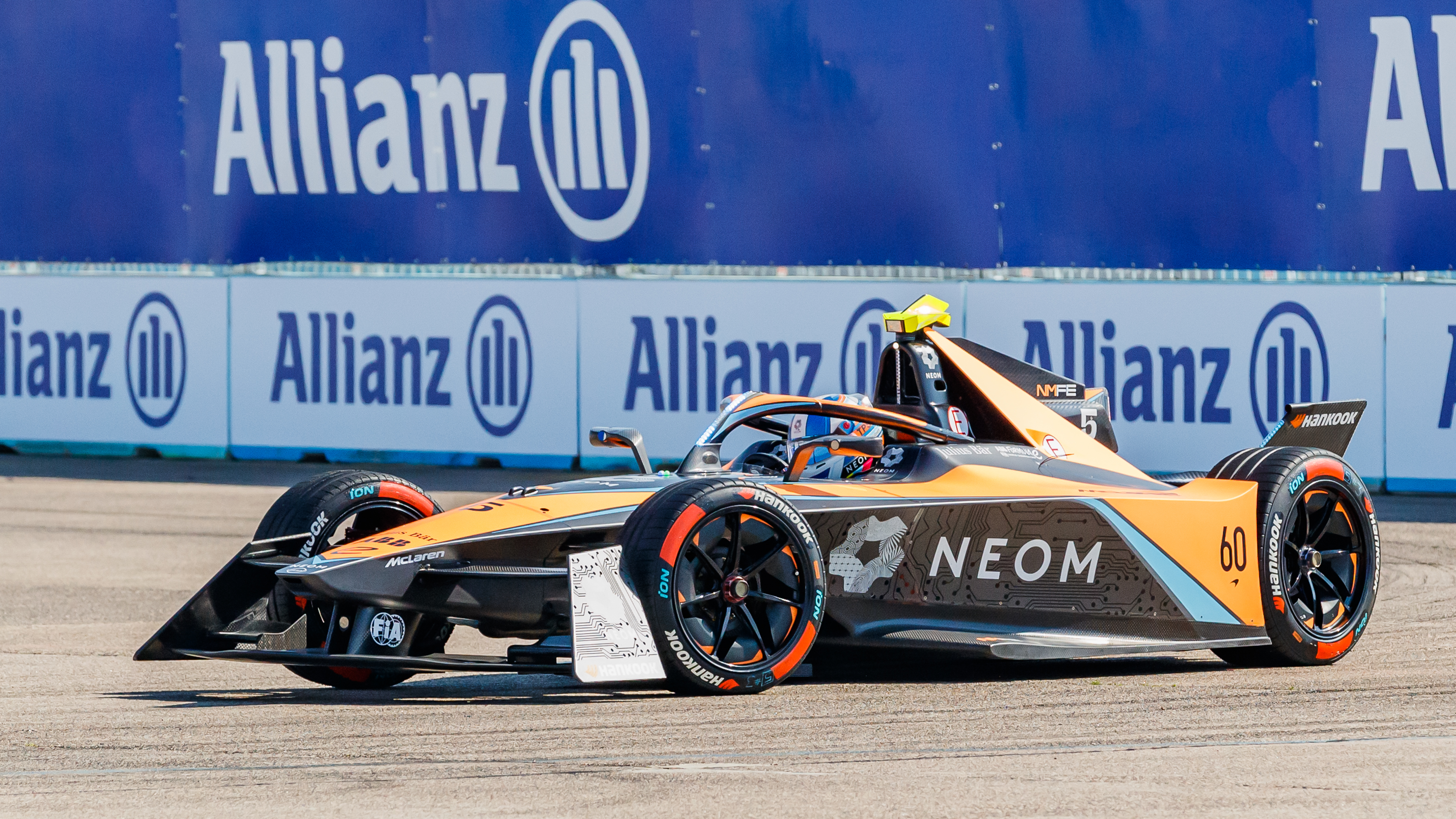
Jake Hughes durante il suo primo anno di Formula E con la Neon McLaren

Nel 2020 Hughes e Daniel Juncadella vengono scelti dal team Mercedes EQ Formula E per i test rookie a Marrakech, nei due anni successivi Hughes diventa pilota riserva e sviluppo. Il pilota britannico viene scelto anche dal team ROKiT Venturi Racing come terzo pilota per la stagione 2021 e 2022.
Per la stagione nove della serie, nel 2023, Hughes diventa pilota titolare del nuovo team, la Neon McLaren. Il pilota britannico si dimostra competitivo già dalle prime gare, dimostrando ottima velocità soprattutto in qualifica dopo un terzo e secondo posto, ottiene la Pole position nella seconda qualifica dell'E-Prix di Dirʿiyya. Durante la stagione ottiene altri piazzamenti a punti e la sua seconda pole durante l'E-Prix di Monaco. Chiude la stagione con 48 punti al dodicesimo posto in classica.  
Visto gli ottimi risultati ottenuti Hughes viene confermato dal team anche per la stagione 2024. Il pilota britannico incomincia bene la stagione ottenendo il settimo posto nel E-Prix di Città del Messico e poi il quarto posto nel E-Prix di Dirʿiyya. A Misano ottiene la Pole position per la seconda gara ma in gara chiude ottavo. Anche nell'E-Prix di Shangai riesce ad ottenere la Pole e in gara chiude secondo dietro António Félix da Costa conquistando il suo primo podio nella serie. A fine stagione chiude quindicesimo in classifica generale.  

#### Maserati (2024-presente)
Il 29 luglio 2024 viene annunciato che Hughes si separerà dalla McLaren, lo stesso giorno il pilota britannico ufficializza il passaggio al team Maserati MSG Racing per la stagione 2024-2025. Hughes avrà come compagno di team il campione del mondo della stagione 2021-22, Stoffel Vandoorne. 

## Oltre le corse
Oltre lo sport è co-conduttore del podcast H.Y.M, insieme al pilota ufficiale BMW, Nick Yelloly e al pilota Superbike Alex Murley.

## Risultati

### Riassunto della carriera
| Stagione | Serie                          | Team                          | Gare                 | Vittorie             | Pole                 | G.V                  | Podio                | Punti                | Pos.                 |
| -------- | ------------------------------ | ----------------------------- | -------------------- | -------------------- | -------------------- | -------------------- | -------------------- | -------------------- | -------------------- |
| 2012     | Formula Renault BARC           | Antel Motorsport              | 2                    | 0                    | 0                    | 0                    | 0                    | 7                    | 30°                  |
| 2012     | Single-seater V de V Challenge | Antel Motorsport              | 2                    | 0                    | 0                    | 0                    | 0                    | 25                   | 45º                  |
| 2012     | Formula Renault BARC Winter    | MGR Motorsport                | 2                    | 0                    | 0                    | 0                    | 0                    | 24                   | 14º                  |
| 2013     | BRDC Formula 4 Championship    | Lanan Racing                  | 24                   | 4                    | 4                    | 6                    | 10                   | 445                  | 1º                   |
| 2014     | Formula Renault 2.0 NEC        | ART Junior Team               | 4                    | 0                    | 0                    | 0                    | 0                    | 152                  | 8º                   |
| 2014     | Formula Renault 2.0 NEC        | Mark Burdett Racing           | 11                   | 0                    | 0                    | 0                    | 1                    | 152                  | 8º                   |
| 2014     | Eurocup Formula Renault 2.0    | Mark Burdett Racing           | 2                    | 0                    | 0                    | 0                    | 0                    | 0                    | NC†                  |
| 2014     | Eurocup Formula Renault 2.0    | Strakka Racing                | 4                    | 0                    | 0                    | 1                    | 0                    | 0                    | NC†                  |
| 2014     | Formula Renault 2.0 Alps       | Strakka Racing                | 2                    | 0                    | 0                    | 0                    | 0                    | 0                    | NC†                  |
| 2015     | Eurocup Formula Renault 2.0    | Koiranen GP                   | 17                   | 1                    | 1                    | 0                    | 5                    | 160                  | 6º                   |
| 2015     | Formula Renault 2.0 Alps       | Koiranen GP                   | 16                   | 3                    | 2                    | 3                    | 7                    | 237                  | 2º                   |
| 2016     | GP3 Series                     | DAMS                          | 18                   | 2                    | 1                    | 2                    | 4                    | 90                   | 8º                   |
| 2016     | Formula 3 Europea              | Carlin                        | 3                    | 0                    | 0                    | 0                    | 1                    | 27                   | 16º                  |
| 2016     | Gran Premio di Macao           | Carlin                        | 1                    | 0                    | 0                    | 0                    | 0                    | N/A                  | 6º                   |
| 2017     | Formula 3 Europea              | Hitech Grand Prix             | 30                   | 1                    | 2                    | 2                    | 7                    | 207                  | 5º                   |
| 2018     | GP3 Series                     | ART Grand Prix                | 18                   | 1                    | 0                    | 0                    | 3                    | 85                   | 8º                   |
| 2018     | Formula 3 Asia                 | Hitech Grand Prix             | 9                    | 9                    | 6                    | 8                    | 9                    | 225                  | 2º                   |
| 2018     | Gran Premio di Macao           | Hitech Grand Prix             | 1                    | 0                    | 0                    | 0                    | 0                    | N/A                  | 4º                   |
| 2019     | Formula 3                      | HWA Racelab                   | 16                   | 1                    | 1                    | 2                    | 4                    | 90                   | 7º                   |
| 2019     | Gran Premio di Macao           | HWA Racelab                   | 1                    | 0                    | 0                    | 1                    | 0                    | N/A                  | 17º                  |
| 2019     | Formula 3 Europea Regionale    | KIC Motorsport                | 3                    | 0                    | 0                    | 1                    | 3                    | 45                   | 12º                  |
| 2019–20  | Formula 3 Asia                 | Hitech Grand Prix             | 6                    | 0                    | 0                    | 1                    | 0                    | 24                   | 14º                  |
| 2020     | Formula 3                      | HWA Racelab                   | 18                   | 2                    | 0                    | 3                    | 4                    | 111.5                | 7º                   |
| 2020     | Formula 2                      | BWT HWA Racelab               | 2                    | 0                    | 0                    | 0                    | 0                    | 0                    | 23º                  |
| 2021     | Formula E                      | ROKiT Venturi Racing          | Terzo pilota         | Terzo pilota         | Terzo pilota         | Terzo pilota         | Terzo pilota         | Terzo pilota         | Terzo pilota         |
| 2021     | Formula 1                      | Mercedes-AMG Petronas F1 Team | Pilota al Simulatore | Pilota al Simulatore | Pilota al Simulatore | Pilota al Simulatore | Pilota al Simulatore | Pilota al Simulatore | Pilota al Simulatore |
| 2021     | Formula 2                      | HWA Racelab                   | 8                    | 0                    | 0                    | 0                    | 0                    | 8                    | 18º                  |
| 2021     | Formula 3                      | Carlin Motorsport             | 3                    | 0                    | 0                    | 0                    | 0                    | 0                    | 27º                  |
| 2022     | Formula E                      | ROKiT Venturi Racing          | Terzo pilota         | Terzo pilota         | Terzo pilota         | Terzo pilota         | Terzo pilota         | Terzo pilota         | Terzo pilota         |
| 2022     | Formula 2                      | Van Amersfoort Racing         | 16                   | 0                    | 0                    | 0                    | 0                    | 26                   | 16º                  |
| 2022-23  | Formula E                      | Neom McLaren                  | 16                   | 0                    | 1                    | 1                    | 0                    | 48                   | 12º                  |
| 2023-24  | Formula E                      | Neom McLaren                  | 16                   | 0                    | 2                    | 0                    | 1                    | 46*                  | 15º                  |

† Pilota ospite, non idoneo ai punti.

* Stagione in corso

### Risultati in Formula 3
(legenda) (Le gare in grassetto indicano la pole position) (Le gare in corsivo indicano Gpv)
| Stagione | Team               | 1    | 2    | 3    | 4    | 5   | 6   | 7    | 8    | 9    | 10   | 11  | 12  | 13  | 14  | 15  | 16  | 17  | 18  | 19  | 20  | 21  | Punti | Pos. |
| -------- | ------------------ | ---- | ---- | ---- | ---- | --- | --- | ---- | ---- | ---- | ---- | --- | --- | --- | --- | --- | --- | --- | --- | --- | --- | --- | ----- | ---- |
| 2019     | HWA Racelab        | CAT  | CAT  | LEC  | LEC  | RBR | RBR | SIL  | SIL  | HUN  | HUN  | SPA | SPA | MNZ | MNZ | SOC | SOC |     |     |     |     |     | 90    | 7º   |
| 2019     | HWA Racelab        | 17   | Rit  | Rit  | 7    | 7   | 1   | 9    | Rit  | 3    | 3    | 21  | Rit | 6   | 3   | 7   | 4   |     |     |     |     |     | 90    | 7º   |
| 2020     | HWA Racelab        | RBR1 | RBR1 | RBR2 | RBR2 | HUN | HUN | SIL1 | SIL1 | SIL2 | SIL2 | CAT | CAT | SPA | SPA | MNZ | MNZ | MUG | MUG |     |     |     | 111.5 | 7º   |
| 2020     | HWA Racelab        | 28   | 12   | 10   | Rit  | 24  | 19  | 4    | 10   | 2    | 7    | 1   | 10  | Rit | 17  | 5   | 1   | 2   | 6   |     |     |     | 111.5 | 7º   |
| 2021     | Carlin Buzz Racing | CAT  | CAT  | CAT  | LEC  | LEC | LEC | RBR  | RBR  | RBR  | HUN  | HUN | HUN | SPA | SPA | SPA | ZAN | ZAN | ZAN | SOC | SOC | SOC | 0     | 27º  |
| 2021     | Carlin Buzz Racing |      |      |      |      |     |     |      |      |      | 16   | 17  | 13  |     |     |     |     |     |     |     |     |     | 0     | 27º  |

### Risultati in Formula 2
(legenda) (Le gare in grassetto indicano la pole position) (Le gare in corsivo indicano Gpv)
| Stagione | Team                  | 1   | 2   | 3   | 4   | 5   | 6   | 7   | 8   | 9   | 10  | 11  | 12  | 13  | 14  | 15  | 16  | 17  | 18  | 19  | 20  | 21  | 22  | 23  | 24  | 25  | 26  | 27  | 28  | Punti | Pos. |
| -------- | --------------------- | --- | --- | --- | --- | --- | --- | --- | --- | --- | --- | --- | --- | --- | --- | --- | --- | --- | --- | --- | --- | --- | --- | --- | --- | --- | --- | --- | --- | ----- | ---- |
| 2020     | HWA Racelab           | BHR | BHR | BAK | BAK | CAT | CAT | MON | MON | LEC | LEC | RBR | RBR | SIL | SIL | HUN | HUN | SPA | SPA | MNZ | MNZ | SOC | SOC | YMC | YMC |     |     |     |     | 0     | 23º  |
| 2020     | HWA Racelab           |     |     |     |     |     |     |     |     |     |     |     |     |     |     |     |     |     |     | 12  | Rit |     |     |     |     |     |     |     |     | 0     | 23º  |
| 2021     | HWA Racelab           | BHR | BHR | BHR | MON | MON | MON | BAK | BAK | BAK | SIL | SIL | SIL | MNZ | MNZ | MNZ | SOC | SOC | SOC | JED | JED | JED | YMC | YMC | YMC |     |     |     |     | 8     | 18º  |
| 2021     | HWA Racelab           |     |     |     |     |     |     |     |     |     |     |     |     | 12  | Rit | 13  | 4   | C   | 18  |     |     |     | Rit | 13  | Rit |     |     |     |     | 8     | 18º  |
| 2022     | Van Amersfoort Racing | BHR | BHR | JED | JED | IMO | IMO | CAT | CAT | MON | MON | BAK | BAK | SIL | SIL | RBR | RBR | PAU | PAU | HUN | HUN | SPA | SPA | ZAN | ZAN | MNZ | MNZ | YMC | YMC | 26    | 16º  |
| 2022     | Van Amersfoort Racing | Rit | 9   | DSQ | 4   | 18  | 12  | Rit | 16  | 14  | 16  | 9   | 10  | 11  | 10  | 17  | 5   |     |     |     |     |     |     |     |     |     |     |     |     | 26    | 16º  |

### Formula E
| Anno | Scuderia                | Vettura                 | 1                   | 2            | 3           | 4                                               | 5       | 6      | 7       | 8      | 9      | 10     | 11      | 12     | 13     | 14      | 15      | 16     | Punti | Pos. |
| --- | ----------------------- | ----------------------- | ------------------- | ------------ | ----------- | ----------------------------------------------- | ------- | ------ | ------- | ------ | ------ | ------ | ------- | ------ | ------ | ------- | ------- | ------ | ----- | ---- |
| 2022-23 | Neom McLaren Formula E  | Spark-Nissan e-4ORCE 04 | MEX 5               | DIR 8        | DIR 8       | HYD Rit                                         | CAP 10  | SAP 8  | BER Rit | BER 18 | MON 5  | GIA 10 | GIA Rit | POR 18 | ROM NP | ROM 11  | LON 10  | LON 19 | 48    | 12º  |
| 2023-24 | Neom McLaren Formula E  | Spark-Nissan e-4ORCE 04 | MEX 7               | DIR 11       | DIR 4       | SAP 19                                          | TOY 14  | MIS 15 | MIS 8   | MON 16 | BER 15 | BER 12 | SHA 18  | SHA 2  | POR 21 | POR Rit | LON Rit | LON 11 | 46    | 15º  |
| 2024-25 | Maserati MSG Racing     | Maserati Tipo Folgore   | SAP Rit             | MEX 10       | JED 5       | JED 3                                           | MIA Rit | MON 17 | MON 17  | TOK 19 | TOK 18 | SHA    | SHA     | GIA    | BER    | BER     | LON     | LON    | 27*   |      |
| \| Legenda \| 1º posto \| 2º posto \| 3º posto \| A punti \| Senza punti \| Grassetto=Pole position Corsivo=Giro più veloce \| \| Legenda \| Solo prove/Terzo pilota \| Non qualificato \| Ritirato/Non class. \| Squalificato \| Non partito \| Grassetto=Pole position Corsivo=Giro più veloce \| |                         |                         |                     |              |             |                                                 |         |        |         |        |        |        |         |        |        |         |         |        |       |      |
| Legenda | 1º posto                | 2º posto                | 3º posto            | A punti      | Senza punti | Grassetto=Pole position Corsivo=Giro più veloce |         |        |         |        |        |        |         |        |        |         |         |        |       |      |
| Legenda | Solo prove/Terzo pilota | Non qualificato         | Ritirato/Non class. | Squalificato | Non partito | Grassetto=Pole position Corsivo=Giro più veloce |         |        |         |        |        |        |         |        |        |         |         |        |       |      |